# (10192) 1996 OQ1
A (10192) 1996 OQ1 a Naprendszer kisbolygóövében található aszteroida. A Beijing Schmidt CCD Asteroid Program keretein belül fedezték fel 1996. július 20-án.

## Kapcsolódó szócikk
- Kisbolygók listája (10001–10500)